# Axinella dissimilis
Espèce
L’axinelle étoilée (Axinella dissimilis) est une espèce de spongiaire de la famille des Axinellidés décrite pour la première fois en 1866 par Bowerbank.

## Description
L'axinelle étoilée présente une grande diversité de phénotypes. Ses branches sont plus ou moins ramifiées et peuvent être parfois aplatis et d'épaisseur variable.
Ses oscules sont de petite taille et entourées de canaux en forme d'étoile à l'origine de son nom.

## Écologie

### Alimentation
Tous les Porifères sont des organismes filtreurs suspensivores, faisant circuler de l'eau à l'aide de cellules ciliées spécialisées (choanocytes). Diverses particules comme du plancton ou des bactéries sont ensuite extraites de l'eau et consommées par l'éponge.

### Cycle de vie et reproduction
Elle peut être asexuée, par bourgeonnement. Elle peut également être sexuée. Bien que hermaphrodites, les axinelles ont besoin des gamètes d'un autre individu afin de donner lieu à une fécondation et à un œuf. Des œufs écloront ensuite des larves, nageant grâce à des cellules ciliées avant de trouver un substrat et s'y fixer pour accomplir la phase adulte.

## Répartition et habitat
La phase adulte fixée se déroule sur substrat rocheux, entre 10 et 40m de profondeur, dans des eaux plutôt claires et peu agitées.
On la retrouve dans l'Atlantique, la Manche et la Mer du nord. Son aire de distribution, va du nord de l'Espagne au nord de la Grande Bretagne.

## Commensalisme
Parfois les tissus de cette espèce sont colonisés par Parazoanthus axinellae, un zoanthaire, qui met alors en place une relation commensale (neutre pour l'hôte) en bénéficiant du courant créé par l'éponge pour sa propre alimentation. Il colonise plusieurs espèces du genre Axinella, dont il tire son nom.
D'autres spongiaires, notamment les espèces du genre Sycon, peuvent être des épibiontes de Axinella dissimilis en se fixant à ses branches.